# Ninetto Davoli
Ninetto Davoli (szül. Giovanni Davoli, San Pietro a Maida, 1948. október 11. –) olasz színész. 1963-ban, egy filmforgatáson ismerkedett meg Pier Paolo Pasolinivel, aki barátjául fogadta, és szinte minden filmjében kisebb-nagyobb szerepeket bízott rá. Napi kapcsolatban álltak: Ninetto még az utazásaira is elkísérte barátját, és ha úgy adódott, segített neki a forgatási helyszínek és az amatőr szereplők kiválasztásában. A jókedvet, a derűt, a vidámságot és a szerelmet jelentette Pasolini számára. Amikor a rendezőt 1975-ben brutálisan meggyilkolták az ostiai tengerparton, Davolira hárult a szomorú feladat, hogy azonosítsa a holttestet.

## Pályafutása

### Pasolini és Ninetto

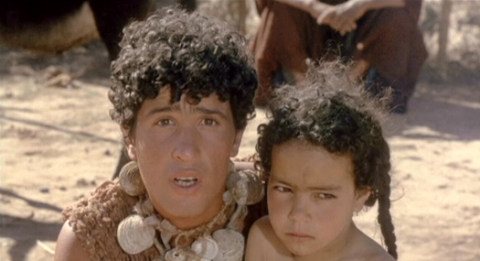
Angelo szerepében az Oidipusz király című filmben

Ninetto Davoli szegény családba született. Mint sok hasonló korú és származású gyerek, ő is megpróbált kitanulni egy szakmát (kis ideig egy asztalos mellett is dolgozott), de ideje jelentős részét csibészkedéssel töltötte, és gyakran keveredett zűrös ügyekbe. Élete gyökeresen megváltozott, amikor 15 évesen, lődörgései során elvetődött A túró (1963) című film forgatására. Itt ismerkedett meg Pasolinivel, aki rokonszenvesnek találta az örökké mosolygó, göndör hajú fiúcskát, és a következő évben parányi szerepet ajánlott számára a Máté evangéliuma című filmjében. Az igazi megmérettetést azonban a rendező egyik legnagyszerűbb filmje, a Madarak és madárkák (1966) című filozofikus komédia jelentette, melyben a zseniális, de akkoriban a szakma részéről kissé lenézően kezelt komikus, Totò partnere lehetett. Alakítása mentes volt minden mesterkéltségtől: önmagát adta hitelesen, természetesen, akárcsak összes többi filmjében. Pasolini tanította meg neki, hogyan tudja megőrizni természetességét a kamerák előtt is. Totòval egyébként olyan remek párost alkottak, hogy Pasolini a következő két szkeccsfilmjében is együtt szerepeltette őket: A Holdról látott föld, Mik a felhők?  Lényegében ugyanazt a szerepkört játszotta a rendező következő három filmjében: az Oidipusz királyban (1967) hírnök volt, a Teoréma című nyomasztó tézisfilmben (1968) örökké bohóckodó postás, a Disznóólban (1969) pedig az ő személye kapcsolja össze a két, párhuzamosan futó történetet. Legnagyobb művészi élményének Az Élet trilógiája filmjeit tartja, már csak azért is, mert visszaemlékezései szerint a forgatások rendkívül vidám légkörben zajlottak, és az az időszak egyébként is boldog periódus volt kettőjük életében. (Pasolini életében talán kevésbé, mert a Canterbury mesék készítésének idején Ninetto váratlanul bejelentette, hogy szerelmes lett egy lányba, akit feleségül is vett.) A Dekameronban (1971) Davoli a naiv Andreucciót alakította, aki egy ravasz szépasszony fondorlatos csapdájába esik, de „józan paraszti ésszel” végül szerencsésen keveredik ki a kalandokból. A Canterbury mesékben (1972) egy igazi lókötőt formált meg, egy olyan figurát, akit részben Charlie Chaplin ihletett. A nagy komikus egyébként a film megtekintése után elismerését fejezte ki az olasz színészkollégának. Az Ezeregyéjszaka virágaiban (1974) Davoli játszotta a könnyelmű Azizt, aki első látásra beleszeret egy ismeretlen nőbe, és az esküvő napján elfelejtkezik menyasszonyáról, ám fékezhetetlen vágyaiért végül csúful megfizet. Pasolinivel való barátsága ideje alatt a rendezőnek csupán két játékfilmjében nem szerepelt, mivel a Médea (1970) forgatása idején katona volt, a Salò, avagy Szodoma 120 napja (1975) című sokkoló drámában pedig nem volt neki való szerep: „Az én ábrázatommal se hóhért, se áldozatot nem játszhattam volna.” Ő lett volna viszont az ezt követő Pasolini-filmterv, a Porno-Teo-Kolossal főszereplője Eduardo De Filippo partnereként. A rendező halála miatt azonban ez a film akkor nem valósult meg: 20 évvel később Sergio Citti átdolgozta Pasolini forgatókönyvét, és elkészítette a Háromkirályok (1996) című filmjét, melyben Davoli is szerepelt.
Ninettónak két fia született még az 1970-es években. Az egyik Pasolini után a Pier Paolo nevet kapta, míg a másik Pasolini tragikus sorsú testvére iránti tiszteletből a Guido keresztnevet viseli. A színész több ízben járt Magyarországon.

### Pasolini nélkül
Ninetto eleinte Pasolini védőszárnyai mellett kapott színészi feladatokat másoknál: így például mesterével-barátjával játszott a Nyugodjatok békében! (1967) című Carlo Lizzani-westernben, majd a Pasolini-tanítvány Bernardo Bertolucci Partner (1968) című alkotásában jutott feladathoz. A Pasolini holdudvarához tartozó Sergio Citti is szinte valamennyi filmjében szerepeltette. A Dekameron óriási sikere nyomán meglepően sok filmben kapott zömmel kisebb szerepeket, ám ezek többsége feledhető alkotás, könnyed komédiák, divatos krimik, divatjamúlt drámák. Említésre érdemes a valaha nálunk is sikerrel vetített szovjet–olasz vígjáték, az Olaszok hihetetlen kalandjai Leningrádban (rendező: Eldar Rjazanov és Franco Prosperi), az Ágnes a halált választja című háborús dráma (rendező: Giuliano Montaldo) és a Jó hírek című dráma (rendező: Elio Petri). 1981-ben Jancsó Miklós olasz–magyar koprodukciós filmjében játszott: A zsarnok szíve, avagy Boccaccio Magyarországon. A mű nem lett igazán sikeres se a szakma, se a közönség körében, noha hosszú idő után az első Jancsó-film volt, amely a végtelen pusztaság, a külső tér helyett zömmel zárt térben játszódott, és ezért érdekes formanyelvi kísérletnek tekinthető.

## Filmjei
- 1964 Máté evangéliuma (Il Vangelo secondo Matteo)
- 1966 Madarak és madárkák (Uccellacci e uccellini)
- 1967 A boszorkányok (Le Streghe: A Holdról látott föld című epizódban)
- 1967 Nyugodjatok békében! (Requiescant)
- 1967 Oidipusz király (Edipo re)
- 1968 Szeszély olasz módra (Capriccio all’italiana: a Mik a felhők? című epizódban)
- 1968 Partner
- 1968 Teoréma (Teorema)
- 1969 Szerelem és düh (Amore e rabbia: A papírvirág jelenete című epizódban)
- 1969 Disznóól (Porcile)
- 1970 Ostia
- 1971 Dekameron (Il Decameron)
- 1971 Er più: storia d'amore e di coltello
- 1972 Anche se volessi lavorare, che faccio?
- 1972 Storia di fifa e di coltello – Er seguito d'er più
- 1972 S.P.Q.R.
- 1972 Abuso di potere
- 1972 Canterbury mesék (I racconti di Canterbury)
- 1973 Pasqualino Cammarata… capitano di fregata
- 1973 Maria Rosa la guardona
- 1973 Il Maschio ruspante
- 1973 La Tosca
- 1973 La Signora è stata violentata
- 1973 Bűnös történetek (Storie scellerate)
- 1974 Amore mio non farmi male
- 1974 Storia de fratelli e de cortelli
- 1974 Il Lumacone
- 1974 Az Ezeregyéjszaka virágai (Il fiore delle mille e una notte)
- 1974 Olaszok hihetetlen kalandjai Leningrádban (Невероятные приключения итальянцев в России)
- 1974 Appassionata
- 1975 Le Avventure di Calandrino e Buffalmacco (tévésorozat)
- 1975 Il Vizio ha le calze nere
- 1975 Prendimi, straziami che brucio di passione
- 1975 Qui comincia l'avventura
- 1975 Frankenstein all'italiana
- 1976 Spogliamoci così senza pudor
- 1976 L’ Agnese va a morire
- 1976 Amore all'arrabbiata
- 1977 No alla violenza
- 1977 Casotto
- 1978 Malabestia
- 1979 Jó hírek (Le buone notizie)
- 1979 Il Cappotto di Astrakan
- 1979 La Liceale seduce i professori
- 1979 Addavenì quel giorno e quella sera (tévésorozat)
- 1980 Egy fiú, egy lány (Maschio, femmina, fiore, frutto)
- 1981 A zsarnok szíve, avagy Boccaccio Magyarországon
- 1981 Il minestrone
- 1982 Kicsi, de szemtelen (Il Conte Tacchia)
- 1983 Occhei, occhei
- 1985 Sogni e bisogni (tévésorozat)
- 1985 Marie Ward – Zwischen Galgen und Glorie
- 1986 Momo
- 1987 Animali metropolitani
- 1988 L’Altro enigma (tévéfilm)
- 1988 La Romana (tévéfilm)
- 1989 Le Rose blu
- 1989 La Ragazza del metrò
- 1989 Il Vigile urbano (tévésorozat)
- 1989 Série noire (tévésorozat, a Main pleine című epizódban)
- 1995 Jövőre tízkor már ágyban leszek (L’anno prossimo vado a letto alle dieci)
- 1996 Háromkirályok (I Magi randagi)
- 1997 Egy különösen bonyolult ügy (L’avvocato Porta) (tévésorozat)
- 1999 Una vita non violenta
- 2000 La Banda (tévéfilm)
- 2004 Vite a perdere (tévéfilm)
- 2006 Uno su due
- 2007 Cemento armato
- 2008 Rino Gaetano – Ma il cielo è sempre più blu (tévéfilm)
- 2008 Romanzo criminale (tévésorozat)